# Іван (Бохенський)
Іва́н Бохе́нський (пол. Iwan Bocheński; 1783 — 25 січня 1857, Львів) — церковний діяч, ректор Львівської духовної семінарії УГКЦ (1841—1850), єпископ-помічник Львівської Архієпархії і титулярним єпископом Рози (лат. Rhosiensis).

## Життєпис
Народився 1783 року.
Висвячений на священика в 1815 році. Хоч не мав жодного академічного ступеня, упродовж майже 20 років викладав догматичне богослов'я в Львівській духовній семінарії. В 1841—1850 роках був її ректором. В 1836—1957 роках — архідиякон Львівської митрополичої капітули. Очолював вдовичо-сирітський фонд (1841—1857).
20 травня 1850 року призначений єпископом-помічником Львівської архієпархії і титулярним єпископом Рози. Єпископську хіротонію отримав з рук Перемишльського єпископа Григорія Яхимовича 13 жовтня 1850 року.
Помер у Львові 25 січня 1857 року. Похований на Городоцькому цвинтарі у Львові, а в 1880 році, можливо, був перепохований на Личаківському цвинтарі в гробівці греко-католицьких єпископів і крилошан, хоча на таблиці, встановленій на гробівці його ім'я відсутнє.